# Moslavina

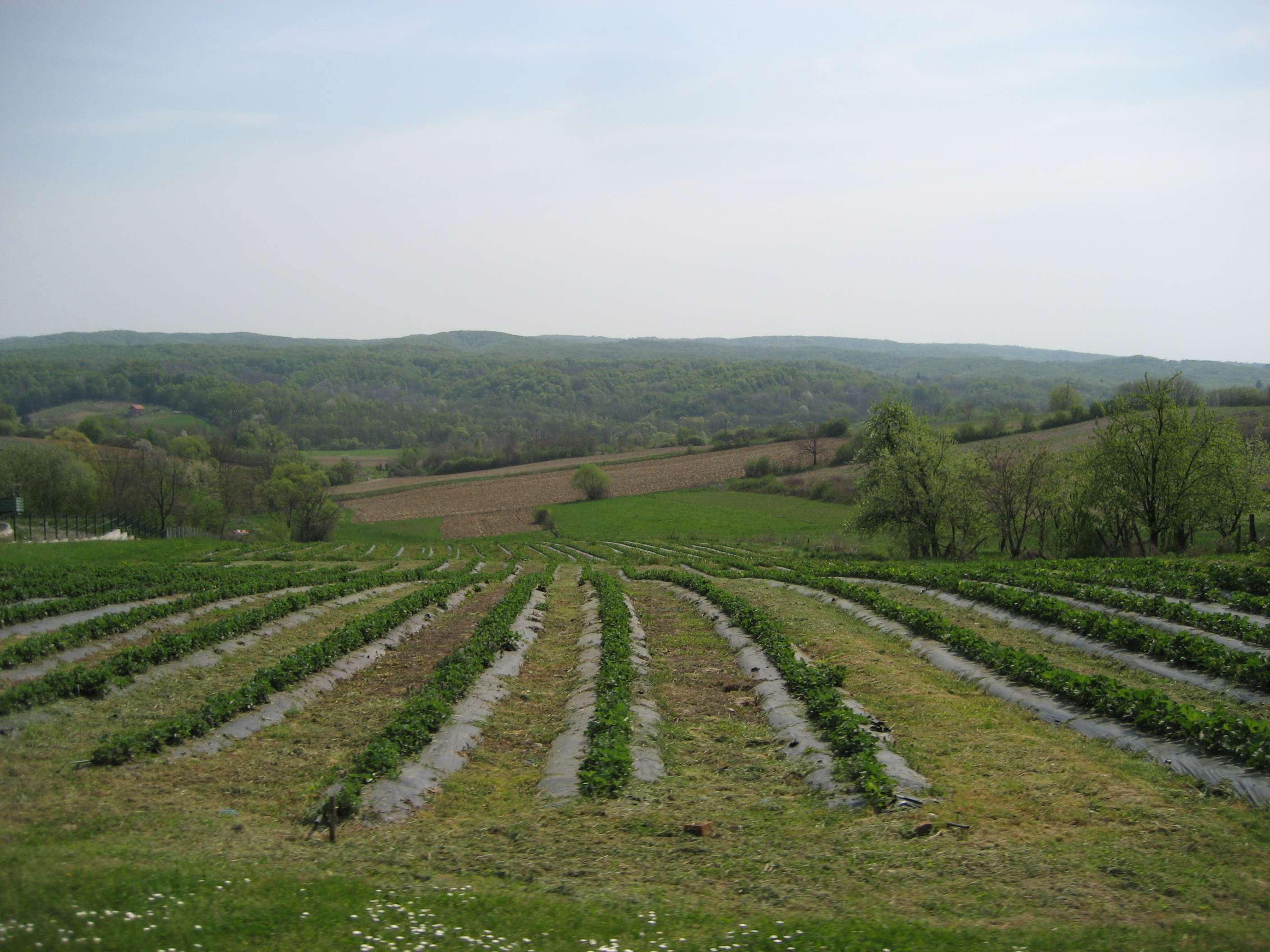
Krajina v Moslavině

Moslavina je kraj v Chorvatsku jihovýchodně od Záhřebu. Nalézá se na rozhraní Středního Chorvatska a Slavonie, největším městem je Kutina, dalšími významnými centry jsou Ivanić Grad a Garešnica. Má rozlohu okolo 1850 km² a žije v něm okolo sta tisíc obyvatel, převážně Chorvatů, menšiny tvoří Srbové, Češi, Maďaři a Romové.

## Přírodní podmínky
Moslavina je tvořena pahorkatinou, jíž protékají řeky Česma a Lonja. Krajina má převážně venkovský a zemědělský charakter, rozšířeno je vinařství (odrůdě Furmint se podle této oblasti říká také Moslavina). Významná je rovněž těžba ropy a zemního plynu, v Kutině sídlí zpracovatelská firma Petrokemija. Dalším ekonomickým odvětvím je logistika, prochází tudy frekventovaná dálnice A3. Bažinatá oblast Lonjsko pole je chráněna jako přírodní park, ve vyšších polohách převládají bukové a habrové lesy. Díky zachované lidové architektuře, folklóru a kulinářským specialitám se v Moslavině rozvíjí turistický ruch.

## Historie
Název Moslavina pochází od nejvyššího vrchu Moslavačka gora (489 metrů nad mořem), který Římané pojmenovali Mons Claudius podle císaře Claudia. Ve středověku zde vládla rodina Erdődy, později byl region součástí Vojenské hranice a do značné míry se vylidnil, až po vyhnání Osmanů v 18. století přicházeli noví osídlenci, zejména z oblasti Liky a Přímoří. Za druhé světové války zde bylo silné partyzánské hnutí, v roce 1952 začala těžba ropy, která do tohoto chudého kraje přinesla nové pracovní příležitosti. V nezávislém Chorvatsku je region rozdělen mezi Sisacko-moslavinskou, Záhřebskou a Bjelovarsko-bilogorskou župu.